# Owcza Przełęcz
Owcza Przełęcz (niem. Schäferscharte, słow. Ovčie sedlo, węg. Juhász-csorba), 2038 m – szeroka, trawiasta przełęcz w Żabiej Grani (Žabí hrebeň), pomiędzy Marusarzową Turnią (Ondrejova veža, 2075 m) a Owczymi Turniczkami (Ovčie vežičky, ok. 2040 m). Przełęcz znajduje się na granicy polsko-słowackiej i nie prowadzi na nią żaden znakowany szlak turystyczny.
Owcza Przełęcz to szerokie i trawiaste siodło. Do Kotła Morskiego Oka opada z niej Owczy Żleb (Ovčí žľab). Wschodnie stoki spod przełęczy łagodnie opadają do Doliny Żabich Stawów Białczańskich. Są trawiaste, z nielicznymi skałkami.
Nazwa przełęczy wiąże się z wypasem owiec po zachodniej stronie przełęczy. Łatwo dostępne siodło było wygodnym połączeniem Doliny Rybiego Potoku z Doliną Żabich Stawów Białczańskich. Przejście znane było od dawna juhasom i koźlarzom.

## Taternictwo
Pierwsze odnotowane przejścia turystyczne:
- latem – Apolinary Garlicki, 30 lipca 1903 r.,
- zimą – Józef Lesiecki, Józef Oppenheim, 5 lutego 1914 r.[5]

Wschodnie (słowackie) stoki Owczej Przełęczy znajdują się w zamkniętym dla turystów i taterników obszarze ochrony ścisłej Tatrzańskiego Parku Narodowego, zachodnie (polskie) poza rejonami dopuszczonymi do uprawiania taternictwa (można je uprawić na południe od Białczańskiej Przełęczy).